# 新開地
新開地（しんかいち）は、兵庫県神戸市兵庫区の地域名および町名。町名は新開地一丁目から新開地六丁目がある。郵便番号は652-0811。

## 概要
神戸駅の西側に位置する。湊川が現河道に付け替えられた4年後、旧河川敷に新開地本通りが整備された。旧湊東区・兵庫区（旧称は湊西区）の区境の役割をはたしたが、1945年に旧湊東区西部は兵庫区に編入された。新開地は長らく通称で、町名が起立したのは1 - 2丁目が1974年、3 - 6丁目が1975年と後年になってからである。
旧湊川の東岸には明治初頭から福原遊廓が位置しており、その西隣にできた新開地は大正から昭和前期にかけて映画館や劇場が立ち並ぶ神戸最大の繁華街となった。その繁栄ぶりは「東の浅草、西の新開地」と謳われるほどであった。湊川で生まれ育った映画解説者の淀川長治は、新開地を「神戸文化の噴水」と称した。
神戸大空襲後、新開地から神戸駅側に占領軍のウエストキャンプが1955年まで置かれていたこともあって復興が遅れ、賑わいの中心は中央区の元町・三宮方面へ移った（明治以前に戻った格好でもある）。現在でも兵庫区内の主要な商業地の一つである。

## 歴史

### 黎明期

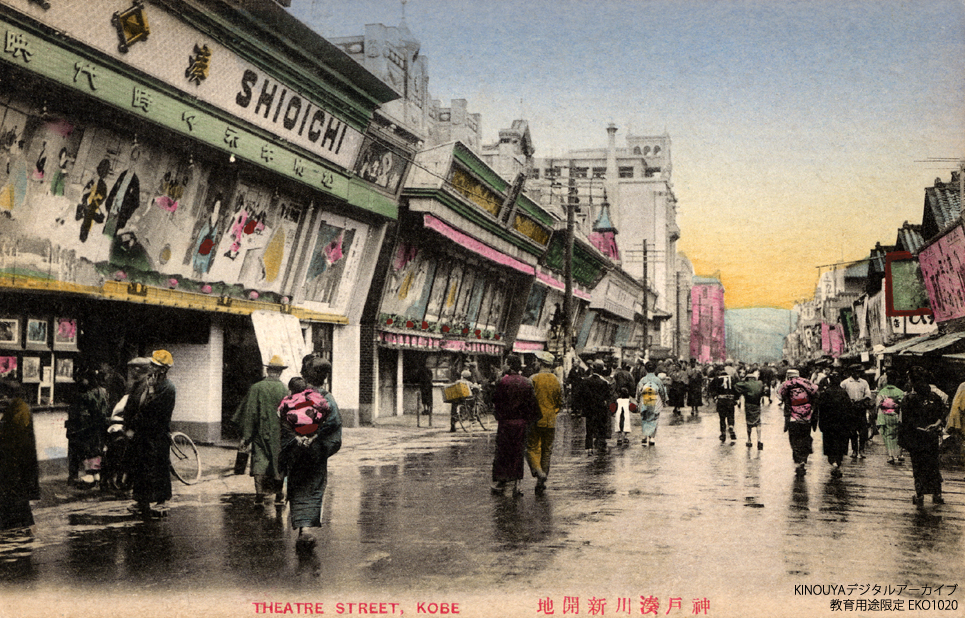
新開地　手彩色絵葉書

1901年に湊川の付け替え工事が竣工し、1905年に旧河川敷を整備してできたのが始まり。旧湊川の東側は明治初頭に仲町部、西側は明治初頭に兵庫新市街、明治中期に兵庫港地方（じかた）の市街地整備が湊川の付け替え工事以前に済んでおり、新開地は後発の市街地である。1907年には初めての芝居小屋となる「相生座」が開業し、またその真向かいには「観商場」が開業。その階下には「電気館」「日本館」の二つからなる活動写真館が開業した。
1910年になると数多くの活動写真館、劇場、寄席が次々に誕生し、15軒となった。1911年の正月三が日には40万人が新開地を訪れた。これは当時の神戸市民が一人一回以上は行っている計算になるほどである。その賑わいは1911年1月7日の神戸又新日報に「湊川新開地が今日の如く西部唯一の遊楽場として殷賑を極むることとなって以来第一年のお正月なので、人の出足は自然ここに集まり、イヤ実際驚くばかりの人出だった」と書かれるほどであった。新開地は旧湊川河川敷の下流側にあたり、上流側には同年11月に湊川公園が開園した。

### 大正時代の振興
1913年9月1日に聚楽館が誕生する。こけら落としには帝劇専属の女優10人・女優生徒11人が共演した。また1917年8月には神戸の松竹で唯一となる松竹劇場が湊川公園の南にオープンする。
村嶋歸之の「わが新開地」には、『市電気局のとある課長によると、1922年には市電新開地聚楽館前で乗降する客だけで1日4万人、また新開地の劇場に入る客だけでも年間400万人に達した』とある。
また、この頃は16000人にも上る川崎造船所の職工が午前5時と午後3時に通勤のため新開地を通過しており、村嶋歸之は「わが新開地」でこれを（女の行き来を「赤き流れ」と呼ぶのにたとえて）「青き流れ」と称した。かつて川崎造船所で働き戦後は明治時代の風景画を描いた武文彦は「まるで日本中の労働者が一度にあふれ出たような光景でした」と語っている。この「青き流れ」は米騒動や川崎・三菱造船所争議でも動くことになる。
1924年3月4日には神戸タワー（新開地タワー）が誕生する。

### 昭和時代と戦争
新聞社、電力会社、ガス会社などのライフライン機能が集積し、都市機能が充実した。湊川公園では、常設の音楽堂などで多くの催しが開催され、神戸市民の憩いの場として、多くの人々に愛された。
1928年（昭和3年）湊川駅・湊川温泉開業。ターミナルとして賑わう。
1934年（昭和9年）1月7日に神戸初のスケートリンクとなる「神戸・アイススケート場」が開場。また同年12月20日には聚楽館にもアイススケート場が開場した。1935年10月にはスポーツランドも開業した。
1935年（昭和10年）8月10日 - 集中豪雨により新開地一帯が浸水。市電線路付近に濁水が溢れて湖と化す。
1937年2月にはマツモトザが新開地初の「ニュース映画専門館」（新開地ニュース館）となる。戦局を伝えるニュース映画は人気を呼び、他館も追随してニュース映画を上映するようになっていく。5月には神戸アイス・スケート場が夏場の閉鎖期間を利用して「スケート映画館」となった。当時他の映画館でも行っていなかった洋画一本建て興行を行い、同年10月からはスケート場を閉鎖し映画一本とした。同年、新開地本通の入口に神戸瓦斯本社ビル（設計：渡辺節）が落成し（町丁としては相生町に立地）、大阪ガス新開地ガスビルと名を変えた後も、2014年の解体まで70年あまりにわたりランドマークとなった。
日中戦争・太平洋戦争の切迫に伴い、新開地の歓楽街にも営業時間の短縮、灯火管制、防空演習、英米映画の上映停止、高級興行停止、課税、興行時間制限など様々な影響が及んだ。「スケート映画館」も戦争を受け1942年には日本映画の上映館に変え、名称も「新開地映画館」と改称したが1943年に閉鎖した。1945年（昭和20年）3月の神戸大空襲により、新開地の施設の大部分が焼失した。

### 高度経済成長と衰退
1945年の神戸大空襲で新開地は松竹座と聚楽館を残して全焼したが、戦後まもなく娯楽施設が復活。新開地本通りに20以上の映画館が軒を連ねる有数の映画の街として大いに賑わった。同年9月には橘通1丁目にあった神戸市役所が湊川公園西隣の松本通1丁目へ移転してきた。
しかし、新開地本通から神戸駅にかけて進駐軍のウエストキャンプが1955年まで置かれ、復興が遅れることとなる。なお、三ノ宮駅の南側にもイーストキャンプが置かれたが、三ノ宮駅前の雲井通・小野柄通や三宮町は外れていた。
1957年4月には、売春防止法施行に伴い隣接する福原の遊廓が消滅、神戸市役所が東遊園地の現在地へ移転し、賑わいと市政の中心が三宮に集約された。そして、映画が娯楽の主役から転落し、1960年代後半になると娯楽の多様化で映画館や演芸場が閉鎖していった。
さらに1968年、地下に神戸高速鉄道が開業、新開地駅が誕生すると神戸電気鉄道（現在の神戸電鉄）の始発駅となるが、地下コンコース内で阪神・山陽・阪急への乗換が完結してしまう構造であるうえに、神戸市電が廃止されたことで人通りはかえって減少した。これに、1970年半ばに神戸港沿いの川崎重工業造船所の縮小で街は寂れる一方となった。
そして、映画と実演の神戸松竹劇場や演芸場の神戸松竹座などが次々と閉鎖され、代わってパチンコ店が建設されていく。「ええとこ」と謳われた聚楽館も閉鎖された。残った映画館もまた成人映画を主体に上映するようになり、顧客誘致のため設けた商店街のアーケードがかえって暗い雰囲気を醸しだしていた。福原地区とともに風紀が乱れていき労務者が車座で飲酒する風景もあった。このために、「神戸一の繁華街」から「行くのがはばかられる場所」と見られて長期にわたって低迷傾向に陥っていた。
ファミリーコンピュータのゲームソフト「ポートピア連続殺人事件」でも、主人公が実在したストリップ劇場である「新劇ゴールド」を模倣した「新劇シルバー」に入るシナリオがある（この劇場は帝国銀行であった建物を改装して営業していた。震災により廃業して現在はマンションへと変わっている）。

### 阪神淡路大震災と復興
1980年代以降、新開地の商店主が神戸市の条例に基づくまちづくり団体として「新開地周辺地区まちづくり協議会」を結成。「アート」・「遊び」・「都市居住」の3本柱を掲げ再生の活動を進めた。その矢先の1995年の阪神・淡路大震災では地区の7割強が全半壊し壊滅的な打撃を受けたが、「建築デザイン誘導制度」を利用した再開発で復興する。1996年には新開地5丁目に新しい芸術拠点として神戸アートビレッジセンター（現・新開地アートひろば）が開館した。
復興の兆しが見えて新開地本通りではアーケードを撤去する。震災復興により新しい建物が次々と建てられて外見上は面目を一新する。1978年以降、駐車場となっていた聚楽館も不動産業の大京とラウンドワンの手によってアミューズメントセンターとして2001年に復活した。また2010年には湊川公園のリニューアルも実現。現在、市民団体を中心として更なる復興とその内容の拡充に取り組んでいる。2018年には、神戸松竹座の閉館以来42年ぶりに寄席（神戸新開地・喜楽館）がオープンした。

## 年表
- 1905年（明治38年） - 湊川の付け替えに伴う旧河川の削剥・埋め立て工事が完了。街区を形成。
- 1907年（明治40年） - 初の舞台小屋となる「相生座」が開業（1909年に火事で全焼[24]）
- 1911年（明治44年） - 湊川公園完成。
- 1913年（大正2年） - 新開地のランドマーク的存在である劇場、聚楽館（しゅうらくかん）が開業[3]。
- 1924年（大正13年） - 新開地のもう一つのランドマークである神戸タワーが完成[10]。
- 1928年（昭和3年） - 神戸電鉄湊川駅、湊川温泉が開業。
- 1945年（昭和20年） - 神戸大空襲で甚大な被害を受ける。神戸市役所が湊川公園西隣へ移転。
- 1946年（昭和21年）- 進駐軍、新開地南部を接収し、ウエストキャンプ[注釈 1]を設置（1955年まで）。
- 1950年（昭和25年） - 神戸博覧会が湊川公園で開催。
- 1957年（昭和32年） - 神戸市役所が東遊園地へ移転。
- 1965年（昭和40年） - 新開地交差点にあった神戸市電の停留所（三角公園）を撤去。
- 1968年（昭和43年） - 神戸高速鉄道が開業、新開地駅開設。神戸タワーを撤去。
- 1976年（昭和51年） - 神戸松竹座が閉鎖。
- 1978年（昭和53年） - 聚楽館が閉鎖。
- 1983年（昭和58年） - 湊川温泉劇場が閉館。
- 1995年（平成7年） - 阪神・淡路大震災で再び大きな被害を受ける。新開地交差点の角に立つ三菱銀行が崩壊した映像が注目を集めた[25]。同じく震災により、神戸高速鉄道の大開駅が崩壊。上を走る国道28号が陥没する。新開地交差点の延長上になる大開駅付近で、しばらく車線規制される。
- 1996年（平成8年) - 神戸アートビレッジセンターオープン。
- 2001年（平成13年）- かつての聚楽館の敷地に、大京聚楽館ビルが完成。テナントとしてラウンドワンが入居。
- 2010年（平成22年） - 湊川公園がリニューアル[3]。
- 2018年（平成30年） - 神戸新開地・喜楽館がオープン。立地はかつての神戸松竹座の筋向かい（やや南）。

## 施設

### 現在
- 商店街 - 新開地商店街（アーケード&モール）、湊川商店街、湊川パークタウン
- 地下街 - メトロこうべ
- 複合文化施設 - 新開地アートひろば（旧神戸アートビレッジセンター、ホール、ギャラリー、映画館、美術教室）
- ホール - まちづくりスクエア、兵庫公会堂
- 映画館 - パルシネマしんこうえん（名画劇場）、Cinema KOBE（名画劇場）
- 大衆演劇場 - 新開地劇場
- 寄席 - 神戸新開地・喜楽館
- 遊戯施設 - ラウンドワン（大京聚楽館ビル）
- 湊川公園（山手幹線以南が新開地に属する。以北は荒田町）

### かつてあった施設
- 神戸タワー（新開地タワー）
- 湊川温泉
- 映画館・劇場
  - 湊川温泉劇場
  - 松竹劇場
  - 神戸松竹座（映画・演劇・演芸）
  - 聚楽館
  - 神戸劇場
  - 千代之座
  - キネマ倶楽部
  - 相生座
  - 栄館
  - 二葉館（元桂座）
  - 錦座
  - 大正座
  - 多聞座（1939年から神戸花月劇場）
  - 松本座（のちに松本劇場）
  - 菊水座
  - 朝日館
  - スケート映画館（1942年から新開地映画館）
  - 有楽館（元第二朝日館）
  - 湊座
  - テアトルKS
  - ロマン座
  - 神戸東映劇場
  - 神戸東映パラス
  - 公園劇場
  - 神戸スバル座
  - 新劇
  - 神戸東宝
  - 神戸シネマ
  - 神戸名画
  - 新劇ゴールド（ストリップ）
  - 神戸第一劇場（ストリップ）
- 三角公園（神戸市電操作場）
- 神戸アイス・スケート場（のちにスケート映画館となる）
- スポーツランド(遊園地)

## 最寄り駅
- 神戸高速線 新開地駅 徒歩すぐ
- 神戸高速線および神戸電鉄 湊川駅 徒歩すぐ
- 神戸市営地下鉄 湊川公園駅徒歩すぐ
- JR神戸線 神戸駅 徒歩15分